# Museu da Universidade Federal do Pará
O Museu da Universidade Federal do Pará (abreviado MUFPA) é um museu federal integrante da Universidade Federal do Pará, instalado no Palacete Augusto Montenegro desde 2003, situado na cidade paraense de Belém. Considerado o primeiro museu do tipo voltada para a preservação e difusão das artes visuais da Amazônia,
Inicialmente era residência particular do então governador do Pará Augusto Montenegro. Desde 2002, o palacete é tombado pelo Patrimônio Público Estadual (através da Lei nº 3.529 de 13/12/2002 da Secretaria de Estado e Cultura do Pará).

## Acervos
O museu possui acervos de tipologias diversas: de acervo documental, de artes visuais onde se incluem as artes plásticas em suas diversas manifestações, como pintura, desenho, gravura, instalações, objetos, escultura e fotografia. O acervo documental foi constituído  até o ano de 2010 basicamente pela Coleção Vicente Salles, com ênfase para cultura popular, dança, teatro e presença do negro. Em 2010 foi adquirida pela Universidade a Coleção do poeta Max Martins com seus textos e diários ilustrados.
O acervo do MUFPA é composto por pinturas, desenhos, cartuns, fotografias, gravuras e esculturas dos séculos XIX aos dias de hoje.

### Acervos de artes visuais
A primeira coleção foi formada pelo acervo pessoal da artista portuguesa, radicada em Belém, Carmen Sousa. O Museu recebeu, quando sediava a Reitoria obras de grande valor que passaram a constituir bens integrados ao prédio : La Sirene, escultura de Dennis Puech, fins do século XIX, a tela Belém de 1868, Leon Righini e Heróis do rio Formozo, de Theodoro Braga.
Coleções oriundas das antigas Faculdades de Direito, Medicina, Farmácia passam ao acervo do MUFPA no início do século XXI.  O museu recebe doações das famílias de João Pinto e de Anthar Rohrit, esta com mais de 200 peças. 
A par disso e continuando uma postura iniciada nos anos 60, em plena repressão, a UFPA estimula as artes visuais e forma artistas de renome nacional como Dina de Oliveira, Emanuel Nassar, Osmar Pinheiro de Sousa, Ronaldo Moraes Rego cujas obras passam a fazer parte da coleção Artistas Professores.